# Masacre de Dalj
Los asesinatos de Dalj o la Masacre de Dalj se refieren a los acontecimientos ocurridos a partir del 1 de agosto del año 1991 con el resultado del asesinato de 11 civiles y 28 policías croatas en la localidad de Dalj, en el este Eslavonia, a manos de paramilitares serbios, durante la Guerra de Croacia.

## Asesinatos en agosto
En la primera fase de la lucha miles de croatas y otros civiles no serbios huyeron de los pueblos de Erdut, Dalj y Aljmaš.
En agosto del año 1991 las fuerzas serbias, lideradas por el notorio criminal de guerra, Arkan arrestaron a croatas civiles que permanecían en sus hogares y los mantuvieron en un centro de detención en el edificio de la policía en Dalj. Once de ellos fueron fusilados de inmediato y sus cuerpos fueron enterrados en una fosa común en la localidad de Ćelija (cerca de Trpinja). Otras víctimas fueron enterradas en Daljski Atar.
El 1 de agosto del año 1991, paramilitares serbios con algunos funcionarios serbios entraron en el centro de detención en el edificio de la policía en Dalj disparando contra 28 agentes regionales de policía croatas. Los cuerpos de los oficiales de policía fueron trasladados desde el edificio y fueron arrojados en el cercano río Danubio.

## Secuelas
Tras el final de la Batalla de Vukovar en noviembre del año 1991, Dalj también fue utilizado como uno de los centros de detención para los prisioneros de Vukovar, donde algunos fueron víctimas de abusos y por lo menos 35 de ellos fueron ejecutados.
Al menos 135 civiles croatas y otros no serbios fueron asesinados en esta región hasta mayo del año 1992, ocupando el segundo lugar de las mayores masacres llevadas a cabo contra los croatas, después de la de Vukovar.

## Crímenes de Guerra y cargos por el TIPY
- Slobodan Milošević - President de Serbia, cargos por el Tribunal Penal Internacional para la ex Yugoslavia (ICTY) por ordenar el asesinato, deportaciones y torturas de los no serbios en Dalj a través de los paramilitares.[8][1][9] Murió antes de que se alcanzara un veredicto.
- Jovica Stanišić y Franko Simatović - Stanišić, Cabeza o Jefe del Servicio de Seguridad del Estado del Ministerio de Asuntos Internos de la República de Serbia, y a Simatović, comandante de la Unidad de Operaciones Especiales de la misma agencia, fueron acusados de persecuciones, deportaciones y asesinatos de al menos 62 personas por crímenes de guerra en Dalj.[10] Según la acusación, los boinas rojas estaban al mando de Simatović, mientras que los hombres de Arkan y los Escorpiones (Scorpion) fueron también responsables de las unidades de diversos delitos. Las pruebas presentadas por la fiscalía alegan que el Servicio de Seguridad del Estado serbio controlaban esas unidades y organizaron su formación.[11][12] El juicio aún está pendiente.
- Goran Hadžić - Presidente de SAO SBWS, acusado de detención ilegal, deportaciones y el asesinato de al menos 89 personas en Dalj. Su juicio está pendiente.[3]